# Курлады
Курлады́ — озеро, расположенное близ города Копейск в Красноармейском районе Челябинской области. Административно относится к обоим муниципальным образованиям. Расположено на высоте 184 м над уровнем моря.
Крупный пресный водоём. Площадь озера может сильно колебаться (в многоводные годы достигая 90 км²) и зависит от уровня заполнения водоема, соответственно меняются и площади сплавин, а также илистых и песчаных отмелей. Используется для слива сточных вод Копейска.
Озеро имеет огромное значение для гнездовий водоплавающих птиц. Наблюдались гнездования больших бакланов и пеликанов. Массовые скопления поганок, лысух, нырковых уток и чаек. Международное значение эта территория имеет для сохранения гнездовий черношейной поганки, кудрявого пеликана, ходулочников, савки и малой чайки, а также как место концентрации во время кочёвок и осеннего пролёта водоплавающих птиц. Союзом охраны птиц России озеро включено в программу «Ключевых орнитологических территорий» (WBDB) под номером ЧЛ-004.
Пользователь — ОАО «Челябинское рыбоводное хозяйство».

## Галерея

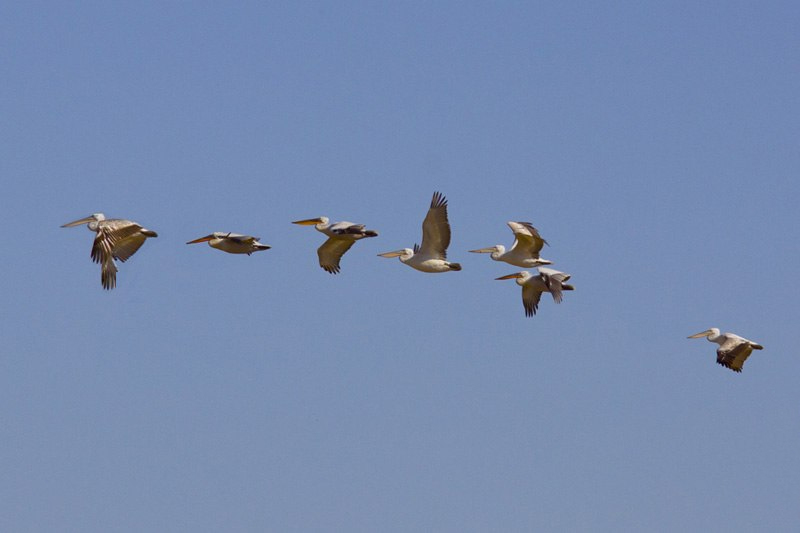
Кудрявые пеликаны на озере Курлады
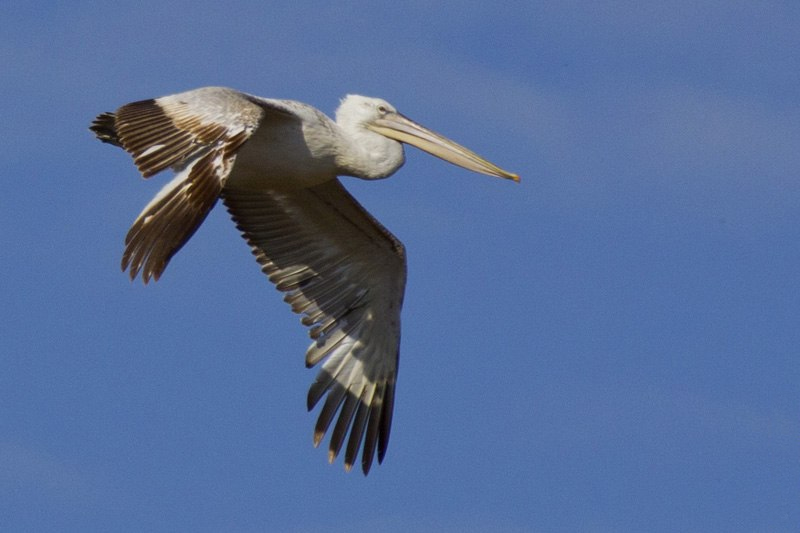
Кудрявый пеликан на озере Курлады
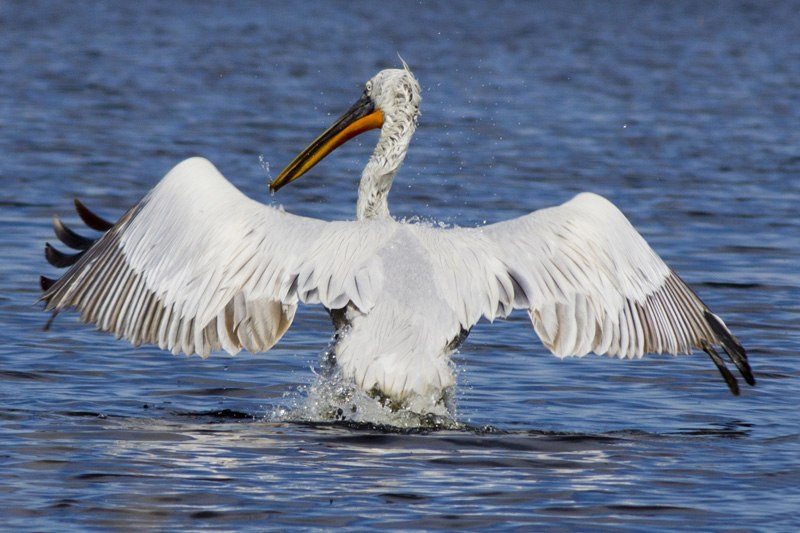
Кудрявый пеликан на озере Курлады